# 北見盆地
北見盆地是位于北海道东北部网走地区的盆地。位于北见山的东南部。

## 概要
在从石狩山区流入鄂霍次克海的常呂川和無加川汇合的水流侵蚀下，形成了阶地面和平缓的台地。夏季受益于高温成为良好的农业土地，栽培了北海道的大部分农作物，洋葱和水稻。
北见生产的辣薄荷，在化学合成前，出口全世界。